# Kamau Stokes
Kamau T. Stokes (ur. 26 sierpnia 1995 w Baltimore) – amerykański koszykarz występujący na pozycji rozgrywającego.
W 2019 reprezentował New Orleans Pelicans, podczas letniej ligi NBA.
19 sierpnia 2019 został zawodnikiem Polpharmy Starogard Gdański. 31 grudnia opuścił klub.

## Osiągnięcia
Stan na 31 grudnia 2019, na podstawie, o ile nie zaznaczono inaczej.
NCAA
- Uczestnik rozgrywek:
  - Elite 8 turnieju NCAA (2018)
  - turnieju NCAA (2017–2019)
- Mistrz sezonu regularnego Big 12 (2019)
- Laureat nagród:
  - Rolando Blackman Most valuable player (2019)
  - 1st Battalion, 7th Field Artillery “Never Broken” Award (2018, 2019)
  - Bob Boozer Team Courage Award (2016–2019)
  - Dean Harris Team Newcomer of the Year Award (2016)
- Zaliczony do:
  - turnieju:
    - CBE Classic (2016)
    - Continental Tire Las Vegas Invitational (2017)

  - składu:
    - honorable mention Big 12 (2019)
    - Fall Big 12 Commissioner’s Honor Roll (2015–2017)